# Laura Marano
Laura Marie Marano (Los Angeles, Kalifornia, 1995. november 29. –) amerikai színésznő, énekesnő. Nővére, Vanessa Marano ugyancsak színésznő.

## Pályafutása
Damiano Marano olasz származású egyetemi professzor és Ellen Marano egykori színésznő lánya.
Első szerepe ötéves korában volt. Azóta több produkcióban is szerepelt a Stage Door Theater-ben.
Szerepelt számos reklámban, kisebb szerepeket kapott a Szellemekkel suttogó, a Rejtélyes vírusok nyomában, a Huff és az Isteni sugallat című tévésorozatokban.
Visszatérő szereplőként felbukkant a Nyomtalanul és a Back to You című tévésorozatok epizódjaiban, mindkettőben a főszereplő lányát alakította.
Többször alakította főszereplők fiatalabb énjét, például A fiók című mozifilmben. A Dexter című tévésorozat első évadjában két alkalommal is a női főszereplő fiatalabbik énjét játszotta.  Volt egy hasonló szerepe a Superbad, avagy miért ciki a szex? című mozifilmben is. A The Sarah Silverman Program tévésorozat több epizódjában is megjelent Sarah Silverman fiatalabbik énjeként.
Hangját adta a Némó nyomában és a Jégkorszak 2. – Az olvadás című animációs filmek egyes mellékszereplőinek. 2011-től az Austin és Ally szituációs komédiasorozat női főszereplőjét játssza. 2015-ben főszerepet kapott a Sort of Homecoming mozifilmben.
A 2015-ös Hajmeresztő nap című vígjátékban főszerepet játszott.

## Filantrópia
2013 augusztusában az UNICEF Trick-or-Treat for Unicef nagykövete lett, arra ösztönözve a gyerekeket, hogy gyűjtsenek pénzt halloweenkor az UNICEF számára, így segítve a világ gyermekein.

## Filmográfia

### Film
| Év   | Magyar cím                             | Eredeti cím                            | Szerep             | Megjegyzések                |
| ---- | -------------------------------------- | -------------------------------------- | ------------------ | --------------------------- |
| 2003 | Némó nyomában                          | Finding Nemo                           | egyéb szinkronhang |                             |
| 2005 | A fiók                                 | The Jacket                             | fiatal Jackie      | magyar hangja Kántor Kitty  |
| 2006 | Jégkorszak 2. – Az olvadás             | Ice Age: The Meltdown                  | egyéb szinkronhang |                             |
| 2007 |                                        | Goldfish                               | Suzy               | rövidfilm                   |
| 2007 | Superbad, avagy miért ciki a szex?     | Superbad                               | fiatal Becca       |                             |
| 2015 |                                        | A Sort of Homecoming                   | fiatal Amy         |                             |
| 2015 | Alvin és a mókusok – A mókás menet     | Alvin and the Chipmunks: The Road Chip | Hotel Babysitter   |                             |
| 2017 | Lady Bird                              | Lady Bird                              | Diana Greenway     |                             |
| 2019 | Tökéletes pasi                         | The Perfect Date                       | Celia Lieberman    |                             |
| 2019 | Modern Hamupipőke: Karácsonyi kívánság | A Cinderella Story: Christmas Wish     | Kat Decker         | videófilm                   |
| 2019 |                                        | Saving Zoë                             | Echo               | filmproducer                |
| 2020 | Nagypapa hadművelet                    | The War With Grandpa                   | Mia                | magyar hangja Rudolf Szonja |
| 2022 | Királyi bánásmód                       | The Royal Treatment                    | Isabelle „Izzy”    | magyar hangja Rudolf Szonja |

### Televízió
| Év        | Magyar cím                                          | Eredeti cím                             | Szerep                                     | Megjegyzések                                     |
| --------- | --------------------------------------------------- | --------------------------------------- | ------------------------------------------ | ------------------------------------------------ |
| 2003–2006 | Nyomtalanul                                         | Without a Trace                         | Kate Malone                                | visszatérő szereplő (2–4. évad)                  |
| 2004      | Isteni sugallat                                     | Joan of Arcadia                         | Emily                                      | 1 epizód                                         |
| 2005      | Rejtélyes vírusok nyomában                          | Medical Investigation                   | Brooke Beck                                | 1 epizód                                         |
| 2005–2006 |                                                     | The X’s                                 | Scout Y (hangja)                           | 2 epizód                                         |
| 2006      | Szellemekkel suttogó                                | Ghost Whisperer                         | Audrey                                     | 1 epizód                                         |
| 2006      | Huff                                                | Huff                                    | Amelia                                     | 1 epizód                                         |
| 2006      | Dexter                                              | Dexter                                  | fiatal Debra                               | 2 epizód                                         |
| 2007      |                                                     | Are You Smarter than a 5th Grader?      | önmaga                                     | zsűritag / mentor (1. évad)                      |
| 2007–2008 |                                                     | Back to You                             | Gracie Carr                                | főszereplő (5 epizód)                            |
| 2007–2010 | The Sarah Silverman Program                         | The Sarah Silverman Program             | Heather Silverman / fiatal Sarah Silverman | visszatérő szereplő (6 epizód)                   |
| 2008      | Ni Hao Kai-lan                                      | Ni Hao, Kai-Lan                         | Mei Mei (hangja)                           | 1 epizód                                         |
| 2008      | Elvált Gary                                         | Gary Unmarried                          | Louise Brooks                              | 2 epizód                                         |
| 2009      | Hősök                                               | Heroes                                  | fiatal Alice Shaw                          | 1 epizód                                         |
| 2009      |                                                     | Little Monk                             | Lauren kuzin                               | 1 epizód                                         |
| 2010      | True Jackson, VP                                    | True Jackson, VP                        | Molly                                      | 1 epizód                                         |
| 2010      | FlashForward – A jövő emlékei                       | FlashForward                            | fiatal Tracy                               | 1 epizód                                         |
| 2010      |                                                     | Childrens Hospital                      | Haley                                      | 1 epizód                                         |
| 2011–2016 | Austin és Ally                                      | Austin & Ally                           | Ally Dawson                                | főszereplő (87 epizód)                           |
| 2014      | Pecatanya                                           | Fish Hooks                              | hörcsöglány (hangja)                       | 1 epizód                                         |
| 2014      | Liv és Maddie                                       | Liv and Maddie                          | Fangs                                      | vendégszereplő (1 epizód)                        |
| 2014–2015 | Randy Cunningham: Kilencedikes nindzsa              | Randy Cunningham: 9th Grade Ninja       | Rachel (hangja)                            | 4 epizód                                         |
| 2015      | Hajmeresztő nap                                     | Bad Hair Day                            | Monica Reeves                              | - tévéfilm - magyar hangja: - Bogdányi Titanilla |
| 2015      |                                                     | Pickle and Peanut                       | Veronica (hangja)                          | 2 epizód                                         |
| 2015      | Riley a nagyvilágban                                | Girl Meets World                        | Ally Dawson                                | vendégszereplő (1 epizód)                        |
| 2016      | Anya és lánya: Kaliforniai kaland                   | Mère et Fille, California Dream         | önmaga                                     | tévéfilm                                         |
| 2018      | Miraculous – Katicabogár és Fekete Macska kalandjai | Miraculous: Tales of Ladybug & Cat Noir | Laura Nightingale (énekhangja)             | 1 epizód                                         |
| 2019      |                                                     | Super Simple Love Story                 | Nellie                                     | eladatlan CBS próbaepizód                        |
| 2020      | Robotcsirke                                         | Robot Chicken                           | Evie, Linda, Titanic pincérnő (hangja)     | 1 epizód                                         |
| 2021      | A filter mögött                                     | Nickelodeon's Unfiltered                | önmaga                                     | 1 epizód                                         |